# Drosophila seorsa
Drosophila seorsa är en tvåvingeart som beskrevs av Elmo Hardy 1965. Drosophila seorsa ingår i släktet Drosophila och familjen daggflugor.
Artens utbredningsområde är Hawaii.